# Нор (річка)
Нор (ірл. An Fheoir) — річка в Ірландії. Завдовжки 140 км.
Річка бере свій початок на східних схилах гори Девілс Біт у графстві Тіпперері і протікає в південно-східному напрямку через графства Ліїш і Кілкенні, після чого впадає у Барроу на північ від міста Нью-Росс. Нор, Шур і Барроу носять назву «Три сестри».
Нор майже на всьому своєму протязі використовується місцевим населенням для зрошення сільськогосподарських угідь і пасовищ. До середини XIX століття, коли в Ірландії стався Великий голод, на берегах річки розташовувалися численні пивоварні, лісопилки, мармурові й вовняні фабрики, млини і т. д.
Річка досить популярна серед любителів рибної ловлі, в акваторії річки та її притоках нараховуються великі популяції лосося та бурої форелі.